# Kompostlöpare
Kompostlöpare (Perigona nigriceps) är en skalbaggsart som beskrevs av Pierre François Marie Auguste Dejean 1831. Kompostlöpare ingår i släktet Perigona och familjen jordlöpare. Arten är reproducerande i Sverige. Inga underarter finns listade i Catalogue of Life.

## Bildgalleri

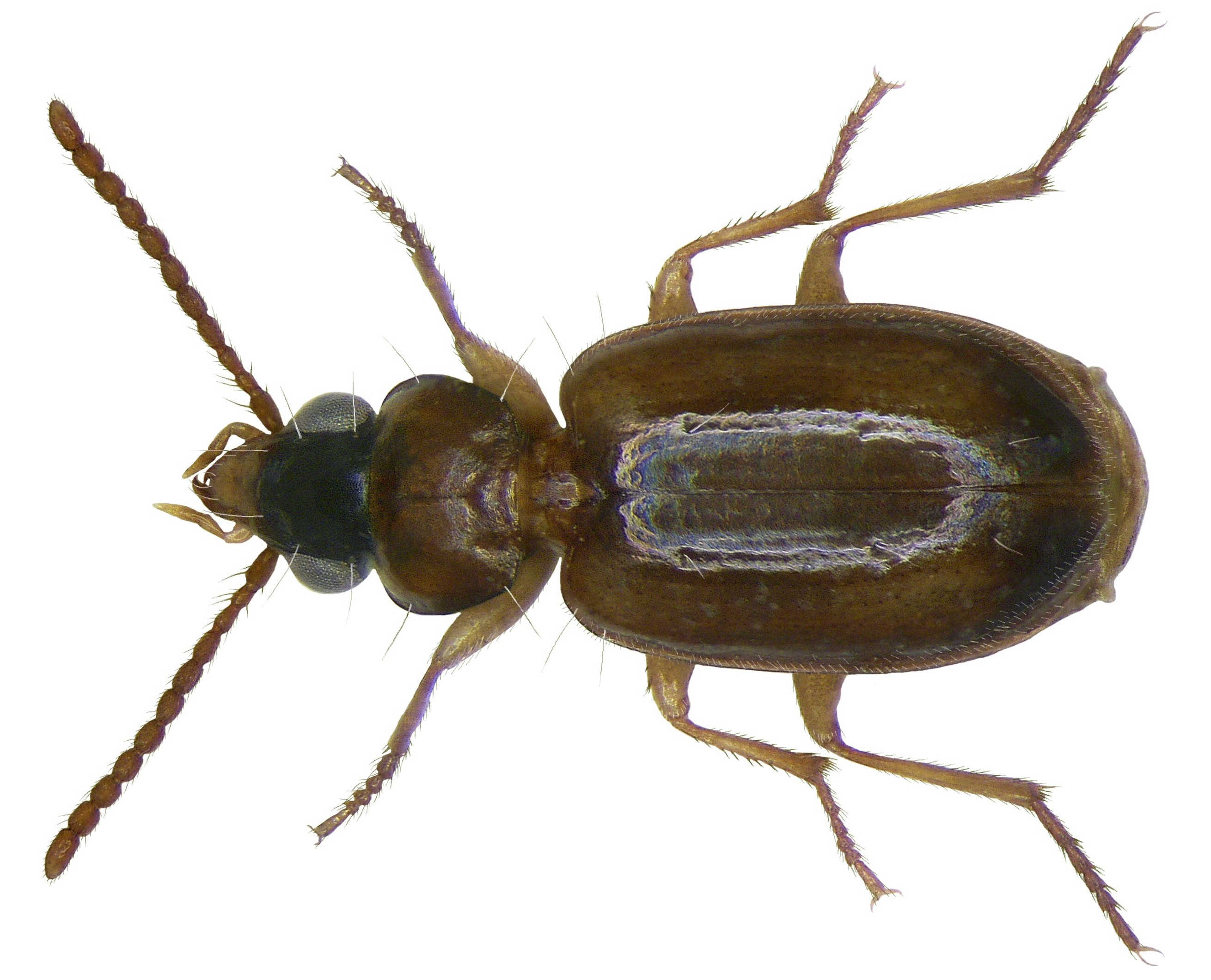